# Schefflera reticulata
Schefflera reticulata är en araliaväxtart som beskrevs av Philipson. Schefflera reticulata ingår i släktet Schefflera och familjen araliaväxter. Inga underarter finns listade.